# Asura horishanella
Asura horishanella là một loài bướm đêm thuộc phân họ Arctiinae, họ Erebidae.